# Zračna luka Afutara
Zračna luka Afutara (IATA: AFT, ICAO: AGAF) je zračna luka nu blizini sela Afutara na Malaiti na Salomonskim otocima. Udaljena je 61 km od zračne luke Auki.